# 입력 임피던스

중앙 열린 원 세트의 왼쪽 회로는 소스 회로를 모델링하고 오른쪽 회로는 연결된 회로를 모델링한다. Z_{S}는 부하에 나타나는 출력 임피던스이고, Z_{L}은 소스에 나타나는 입력 임피던스이다.

입력 임피던스(input impedance)는 전기공학의 전기 회로에서 전원 회로 외부에 있는 부하 회로에 대한 정적(저항) 및 동적(반응저항) 전류(온저항)에 대한 저항을 측정한 것이다. 입력 어드미턴스(임피던스의 역원)는 부하 회로의 전류 유입 경향을 측정한 것이다. 소스 네트워크(source network)는 전력을 전송하는 회로 부분이고 부하 회로는 전력을 소비하는 회로 부분이다.

## 입력 임피던스
부하망을 부하망(등가회로)의 입력 임피던스와 동일한 출력 임피던스를 갖는 장치로 교체하면 연결점 관점에서 보면 소스-부하망의 특성은 동일하다. 따라서 입력 단자를 통과하는 전압과 전류는 선택한 부하 네트워크와 동일하다.
따라서 부하의 입력 임피던스와 소스의 출력 임피던스에 따라 소스 전류 및 전압이 어떻게 변하는지가 결정된다.
테브난의 전기 네트워크 등가 회로는 등가 회로의 임피던스를 결정하기 위해 입력 임피던스 개념을 사용한다.

## 같이 보기
- 출력 임피던스
- 전압 분배 법칙